# Elezioni generali in Spagna del 2000
Le elezioni generali in Spagna del 2000 si tennero il 12 marzo per il rinnovo delle Corti Generali (Congresso dei Deputati e Senato). Esse videro la vittoria del Partito Popolare di José María Aznar, che fu confermato Presidente del Governo.

## Risultati

### Congresso dei Deputati
| Liste                                           | Voti       | %     | Seggi |
| ----------------------------------------------- | ---------- | ----- | ----- |
| Partito Popolare                                | 10 321 178 | 44,52 | 183   |
| Partito Socialista Operaio Spagnolo             | 7 918 752  | 34,16 | 125   |
| Sinistra Unita                                  | 1 263 043  | 5,45  | 8     |
| Convergenza e Unione                            | 970 421    | 4,19  | 15    |
| Partito Nazionalista Basco                      | 353 953    | 1,53  | 7     |
| Blocco Nazionalista Galiziano                   | 306 268    | 1,32  | 3     |
| Coalizione Canaria                              | 248 261    | 1,07  | 4     |
| Partito Andalusista                             | 206 255    | 0,89  | 1     |
| Sinistra Repubblicana di Catalogna              | 194 715    | 0,84  | 1     |
| Iniziativa per la Catalogna Verdi               | 119 290    | 0,51  | 1     |
| Eusko Alkartasuna                               | 100 742    | 0,43  | 1     |
| Unione Aragonese                                | 75 356     | 0,33  | 1     |
| Gruppo Indipendente Liberale                    | 72 162     | 0,31  | –     |
| I Verdi                                         | 70 906     | 0,31  | –     |
| Blocco Nazionalista Valenciano - I Verdi        | 58 551     | 0,25  | –     |
| Unione Valenciana                               | 57 830     | 0,25  | –     |
| Unión del Pueblo Leonés                         | 41 690     | 0,18  | –     |
| Partito Aragonese                               | 38 883     | 0,17  | –     |
| Unione Centrista - Centro Democratico e Sociale | 23 576     | 0,10  | –     |
| PSM - Intesa Nazionalista                       | 23 482     | 0,10  | –     |
| I Verdi - Ecopacifisti                          | 22 220     | 0,10  | –     |
| Altri <0,10%                                    | 326 917    | 1,41  | –     |
| Voti in bianco                                  | 366 823    | 1,58  | –     |
| Totale                                          | 23 181 274 | 100   | 350   |

- Secondo i risultati ufficiali, il totale dei voti alle liste è pari a 22.814.467 (e il totale dei voti validi è pari a 23.181.290).

### Senato
| Liste                                                 | Seggi |
| ----------------------------------------------------- | ----- |
| Partito Popolare                                      | 127   |
| Partito Socialista Operaio Spagnolo                   | 53    |
| Intesa Catalana del Progresso (PSC-ERC-ICV)           | 8     |
| Convergenza e Unione                                  | 8     |
| Partito Nazionalista Basco                            | 6     |
| Coalizione Canaria                                    | 6     |
| Partito Indipendente di Lanzarote                     | 1     |
| Coalizione Canaria - Agrupación Herreña Independiente | 1     |
| Totale                                                | 208   |